# Казенний сад
Казе́нний сад — сад, закладений наприкінці XVIII століття на північно-західній околиці Херсона. Назва походить від балки Казенної, що на той час впадала в річку Вірьовчину.

## Історія

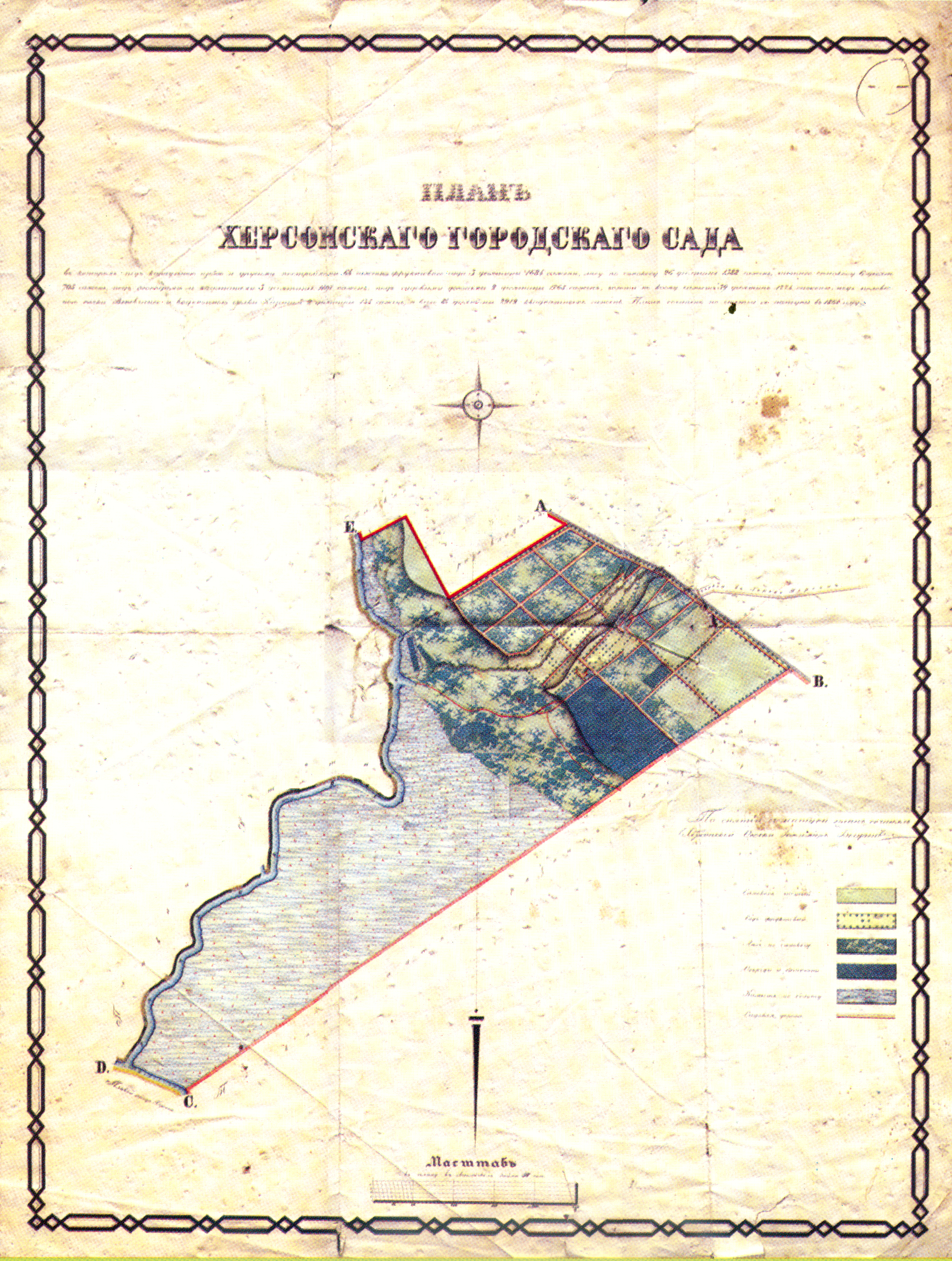
План міського казенного саду 1864 року

Ідея створення в околицях Херсона великої плантації дерев виникла ще 1782 року та належить Новоросійському генерал-губернатору князю Потьомкіну Г. О. 1 квітня 1783 року був підписаний контракт з англійським садівником Моффетом на облаштування в Херсоні саду й розведення лісових плантацій в околицях міста. Лісову плантацію було закладено на березі річки Вірьовчини поблизу балки Казенної, що на той час впадала в річку. При закладанні саду було висаджено 10 000 дерев.
Місто Херсон у той час украй потребувало зелених насаджень, а оскільки в нім не було у той час парків і бульварів, дуже скоро сад на Казенній балці став улюбленим місцем народних гулянь. План 1784 року показує 12 зелених кварталів саду, розділених двома подовжніми і трьома поперечними алеями.
Із занепадом Херсона в кінці XVIII — початку XIX століть сад цей був закинутий. У 1812 році херсонський губернатор Рахманов Г. М. надав розпорядження про упорядковування території Казенного саду. З того часу плодові дерева Казенного саду, що отримав назву Міського, почали приносити дохід. Коли в 1874 році територія Казенного саду була передана сільськогосподарському училищу, сад був доведений до ладу, а незабаром поряд з ним виник і невеликий ботанічний сад. У 1880 році на базі сільськогосподарського училища в Казенному саду була створена метеорологічна станція, яка вела спостереження за зміною кліматичних умов. Прибережна частина Казенного саду часто під час паводків затоплювалася водою, проте серйозніше він постраждав в роки революції 1917 року і громадянської війни. Так, 25 січня 1918 року газета «Родний край» повідомляла, що:
|  | в Казенном саду уничтожены все ивовые деревья. Жители проводят самовольную рубку фруктовых деревьев |

.
Сад частково зберігся до наших днів (вул. Полтавська, 89). Його територія була розділена між обласним ліцеєм та дитячо-юнацькою спортивною школою.